# M/S Nordic Crown
M/S Nordic Crown är ett passagerarfartyg som trafikerar linjen Oslo-Köpenhamn för  Gotlandsbolaget under deras varumärke Go  Nordic Cruiseline. Sedan juni 2020 går rutten via Frederikshavn.
Fartyget beställdes av rederiet Euroway för trafik mellan Malmö och Travemünde/Lübeck, men försenades och avbeställdes. Bygget fortsatte dock på varvet i  Split i Kroatien och hon  färdigställdes under det provisoriska namnet M/S Thomas Mann. År 1994 köptes hon av DFDS och fick namnet M/S Crown of Scandinavia. Hon bytte namn till M/S Crown Seaways 2013.
DFDS sålde fartyget till Gotlandsbolaget under 2024 som tog över fartyget den 1 november samma år. Hon kommer senare att byta namn till Nordic Crown